# Anders Persson (meteorolog)
Anders Oscar Persson, född 20 maj 1944 i Göteborg, död 23 januari 2021 i Ärentuna distrikt i Uppsala län, var en svensk meteorolog, amatörhistoriker och författare.

## Utbildning
Persson avlade studentexamen på Göteborgs högre samskola 1964 och filosofie kandidatexamen vid Stockholms universitet våren 1967 efter två års studier i matematik och teoretisk fysik vid Göteborgs universitet samt i meteorologi vid Stockholms universitet. Tilläggsexamen i meteorologi tog han 1971.

## Karriär
Våren 1968 började han som biträdande meteorolog vid väderprognosavdelningen, ”Vädertjänsten”. Han befordrades till prognosmeteorolog 1973 och tjänstgjorde som semestervikarie vid flygplatserna i Göteborg och Malmö 1976, 1977 och 1989–1990. 1972 var han med om att starta den svenska meteorologiska tidskriften Polarfront. 1993–2013 var han periodvis knuten till European Centre for Medium Range Weather Forecasts i England. Åren 1991–2001 hade han fast anställning som vetenskapsman. Mellan 2008 och 2010 arbetade han hos den brittiska vädertjänsten Meteorological Office i Exeter.
Åren 1990–1992 ingick han i meteorologiska medarbetarstaben i Nationalencyklopedin och anlitades som sakkunnig ämnesexpert inom meteorologi i uppslagsverket AHA mellan 2004 och 2006. Från 1993 till 2013 var han engagerad av Världsmeteorologiska organisationen WMO som lärare i Toulouse, Darwin, Seoul, Frankfurt, Brasilia, Macau, Pretoria, Shanghai, Tripoli, Hongkong och Curitiba. 2003–2015 var han gästföreläsare vid meteorologikurser vid universitet i Bologna, och 2016–2017 stipendiat från Svenska institutet som gästande vetenskapsman och föreläsare vid de hydrometeorologiska universiteten i Kiev, Odessa, Pskov och St Petersburg.

## Forskning
Anders Perssons meteorologiska forskning har framför allt rört prognosers träffsäkerhet, sannolikhetsmetoders användbarhet och möjligheterna att med annan statistisk metod förbättra prognoserna.
Åren 1991–2001 deltog han i utvecklandet av ensembleprognossystemet.
Sedan 2011 har forskningen rört den dynamiska meteorologins grunder, till exempel hur jordens rotation påverkar atmosfärens strömning, vilket ledde till flera kontroversiella resultat som 2015 vann erkännande genom publicering i Royal Meteorological Societys teoretiska tidskrift Quarterly Journal.
Sedan 2014 var han en regelbunden bidragsgivare till den franska vetenskapliga webbplatsen Bibnum med artiklar som utgått från arbeten av bland andra Isaac Newton, Siméon de Laplace och Albert Einstein.

## Medlemskap och utmärkelser
Anders Persson vann förstapriset i Unga Forskare och tredjepriset i sin klass i ”Science Fair” 1964.
Han var ledamot i Royal Meteorological Society, hedersmedlem i Svenska Meteorologiska Sällskapet samt medlem i de danska och amerikanska meteorologiska sällskapen.

### Meteorologi
- En enkel metod att beräkna rådande vertikalvind och nederbördsintensitet ur aerologiska vind- och fuktighetsdata. Notiser och preliminära rapporter. Serie meteorologi, 0373-7691 ; 26. Stockholm. 1971. Libris 680992
- Väderprognosens teori och praktik. SMHI rapporter. Undervisning, 99-0810552-3. Norrköping: SMHI. 1975-. Libris 790469
- Bolin, Bert (1979). Vad gör vi med klimatet?. Stockholm: Ordfront. Libris 7634090. ISBN 91-7324-120-2 - Utgiven med Bolin som upphovsman.
- Analysboken. SMHI rapporter : undervisning, 99-0810552-3 ; 19. Norrköping: SMHI. 1984. Libris 790478
- The application of filtered forecast fields to synoptic weather prediction- presentation of the products and recommendations of their use, Technical Memorandum 95, 1984
- User Guide to ECMWF forecast products, ECMWF, Shinfield Park, RG2 9AX Reading, UK, 1986
- Kalman filtering – A new approach to adaptive statistical interpretation of numerical meteorological forecasts, Lectures presented at the WMO Training Workshop on the Interpretation of NWP Products in Terms of Local Weather Phenomena and their Verification. PSMP Report Series. 34, WMO/TD No. 421World Meteorological Organization,1991
- Med Rabier, F., Courtier, P., Herveour, M. och Strauss, B.: Sensitivity to forecast error to initial conditions using the adjoint model. ECMWF Tech. Memo. 197. 1993
- Weather-effect on history, in Sun, Wind and Weather, People and Weather, M. Wickman, ed. 88-97, 1995
- On the consistency/skill and spread/skill relations in medium range weather forecasting, 13th conference on Probability and Statistics in the Atmospheric Sciences, San Francisco 21-23 February 1996, American Meteorological Society, Boston, 1996
- Monitoring the ECMWF forecast system by dynamical methods, p150-153, 13 th conference on Numerical Weather Prediction, Denver, Colorado, 13-17 September 1999, American Meteorological Society, Boston, 1999
- Synoptic-dynamic diagnosis of medium-range weather forecast systems, ECMWF Seminar Proceedings 6-10 September 1999, pp.123-38, 1999
- Gaspard Gustave Coriolis et ses deux théorèmes, La Méteorologie, pp. 36-52, 1998
- Carl-Gustaf A Rossby, urn:sbl:6953, Svenskt biografiskt lexikon, 1999
- Monitoring the Navy Operational Global Atmospheric Prediction System (NOGAPS), slutrapport från undersökning 15 oktober-25 november 2001, avlämnad till Office of Naval Research, London, 2001
- Atmospheric Motions, in The Earth system: physical and chemical dimensions of global environmental change, pp. 221-242, edited by Michael C MacCracken and John S Perry in Encyclopaedia of Global Environmental Change, Ted Munn (Editor), John Wiley &amp; Son, Chichester, 2002
- Corioliseffekten - en konflikt mellan matematik och sunt förnuft?, Fysikaktuellt, 2004, nr 3, s. 7-10
- Newton, äpplet och när jorden började snurra, Fysikaktuellt, 2005, nr 3, s. 8-12
- Early operational Numerical Weather Prediction outside the USA: an historical Introduction. Part I: Internationalism and engineering NWP in Sweden, 1952–69, Meteorological Application, Volume 12, Issue 2 June 2005 Pages 135–159 DOI: 10.1017/S1350482705001593
- Early operational Numerical Weather Prediction outside the USA: an historical introduction: Part II: Twenty countries around the world Meteorological Application, Volume 12, Issue 3 September 2005 Pages 269–289 DOI: 10.1017/S1350482705001751
- Early operational Numerical Weather Prediction outside the USA: an historical introduction Part III: Endurance and mathematics – British NWP, 1948–1965 Meteorological Application, Volume 12, Issue 3, September 2005 Pages 269–289 DOI: 10.1017/S1350482705001933
- The Coriolis effect: Four centuries of conflict between common sense and mathematics, Hist. Meteorol. 2, 1–24 (2005).
- Hadley's principle: understanding and misunderstanding the trade winds, Hist. Meteorol. 3, 17–42 (2006)
- Mathematics versus common sense: the problem of how to communicate dynamic meteorology, Meteorological Application,Volume 17, Issue 2, June 2010 Pages 236–242 DOI: 10.1002/met.205
- Increasing trust in medium-range weather forecasts, ECMWF Newsletter, 129, pp 8-12, 2011
- Med M. J. Rodwell mfl,  Characteristics of Occasional Poor Medium-Range Weather Forecasts for Europe, Bull. Amer. Meteor. Soc.,94, 1393–1405, September 2013
- Med J.D. Doyle mfl Mesoscale Modeling over Complex Terrain: Numerical and Predictability Perspectives, in Mountain Weather Research and Forecasting Recent Progress and Current Challenges, ed Chow et al), pp. 531-90, 2013, Springer Verlag
- Is the Coriolis effect an ‘optical illusion’? Quarterly Journal of the Royal Meteorological Society, Volume 141, Part A, Pages 1957–1967, July 2015

### Historia
- Vi är förrådda! : Tjeckoslovakiens undergång 1938. Stockholm: Ordfront. 1978. Libris 7634067. ISBN 91-7324-093-1
- Österrike mellan Hitler och Mussolini. Stockholm: Ordfront. 1978. Libris 7634063. ISBN 91-7324-086-9
- Finlands sak var svår. Stockholm: Ordfront. 1979. Libris 7634095. ISBN 91-7324-125-3
- Båtsmannen som rymde : försvarsmaktens arkivmaterial som källor för socialhistorisk forskning om 1800-talet. [s.l.]. 1981. Libris 10412082 - Särtryck ur: De skånska landskapens historiska och arkeologiska förening; 1981:4.
- Den farliga hjälpen : den ryska truppförläggningen i Sverige 1743-44. Stockholm: Ordfront. 1981. Libris 7634124. ISBN 917324158X
- 1808 : gerillakriget i Finland. Stockholm: Ordfront. 1986. Libris 7634212. ISBN 91-7324-261-6
- Kuppen i Prag. Stockholm: Ordfront. 1990. Libris 7634262. ISBN 91-7324-323-X
- Ryssland 1917. Uppsala: lindelof.nu. 2021. Libris xc5g8w52vz45zz5x. ISBN 9789152713549*Persson, Anders (2021). Ryssland 1917. Uppsala: lindelof.nu. Libris xc5g8w52vz45zz5x. ISBN 9789152713549